# 圣阿尼昂
圣阿尼昂（法語：Saint-Agnant，法語發音：[sɛ̃.t‿aɲɑ̃]）是法国滨海夏朗德省的一个市镇，位于该省中西部，属于罗什福尔区。

## 地理
圣阿尼昂（45°52'20"N, 0°57'41"W）面积22.49 平方千米，位于法国新阿基坦大区滨海夏朗德省，该省份为法国西部滨海省份，北起旺代省，西临大西洋，南至吉倫特省，东南接多爾多涅省，东北接德塞夫勒省接壤，东临夏朗德省。
与圣阿尼昂接壤的市镇（或旧市镇、城区）包括：博热、香槟、埃希莱、圣让当格勒、苏比斯、特里宰。

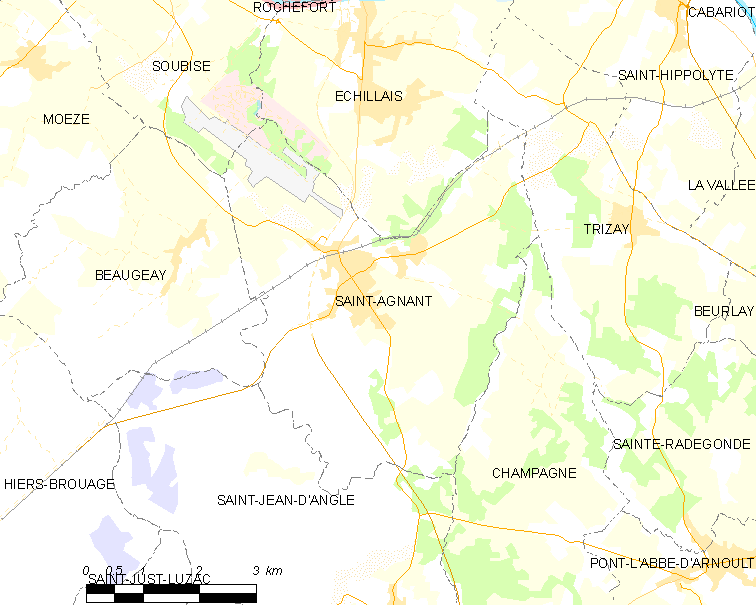
圣阿尼昂的OSM定位图

圣阿尼昂的时区为UTC+01:00、UTC+02:00（夏令时）。

## 行政
圣阿尼昂的邮政编码为17620，INSEE市镇编码为17308。

## 政治
圣阿尼昂所属的省级选区为马雷讷县。

## 人口

1962-2008年间圣阿尼昂人口变化图示

圣阿尼昂于2022年1月1日时的人口数量为2774人。